# Tila (Fluss)
Die Tila (auch Tila Nadi) ist ein linker Nebenfluss der Karnali in Zentral-Nepal.
Die Tila entspringt im Westen des Kanjiroba Himal. Sie fließt in überwiegend westsüdwestlicher Richtung durch die beiden Distrikte Jumla und Kalikot. Die Stadt Chandannath, Verwaltungssitz des Jumla-Distrikts, liegt am Mittellauf. Die Tila mündet schließlich bei Manma, Hauptort des Kalikot-Distrikts, in die Karnali. Die Tila hat eine Länge von ca. 120 km.